# Zinoba
Zinoba war eine von 2003 bis 2005 bestehende deutsche Band.

## Geschichte
Zinoba wurde Ende 2003 von den Selig-Mitgliedern Jan Plewka (Gesang) und Stephan „Stoppel“ Eggert (Schlagzeug) gegründet. Dazu kam noch Marco Schmedtje (Gitarre). Diese Besetzung wird im gleichnamigen Album vorgestellt, das am 1. März 2004 beim Label Four Music veröffentlicht wurde. Die Website nennt darüber hinaus als weitere Bandmitglieder Dinesh Ketelsen (Gitarre), Pablo Escajola (Percussion) und Dirk Ritz (Bass). Schmedtje war vormals bei Vierwänder und mit Niels Frevert unterwegs. Ketelsen war vormals bei Nationalgalerie und Fink und war, zusammen mit Manfred Faust, Produzent des Zinoba-Albums. Escajola war vormals bei Daddy Deep. Ritz studierte Jazz- und Popularmusik an den Musikhochschulen Stuttgart und Hamburg und war Bandmitglied bei Ulla Meinecke. Außerdem spielt er bei Brunch, Friends of Carlotta und der U. K. Skiffle Group.
Im Jahr 2005 gab Plewka die Auflösung der Band bekannt. Plewka und Eggert gründeten Ende 2005 (zusammen mit Marek Harloff) die Band TempEau. Inzwischen spielen beide wieder bei Selig.

## Mitglieder
- Jan Plewka (Gesang)
- Stephan „Stoppel“ Eggert (Schlagzeug)
- Marco Schmedtje (Gitarre)
- Dinesh Ketelsen (Gitarre)
- Pablo Escajola (Percussion)
- Dirk Ritz (Bass)

## Diskografie

### Alben
- Zinoba (1. März 2004, Four Music)

### Singles
- Im Grunde (10. Mai 2004)
- Hinterm Licht (16. Februar 2004)